# Fabián Cancelarich
Fabián Oscar Cancelarich (Los Nogales, 30 de dezembro de 1965 — Buenos Aires, 14 de maio de 2024) foi um futebolista argentino que atuava como goleiro.
Notabilizou-se como contínuo reserva da seleção argentina ao longo de cinco anos e meio, jamais tendo entrado em campo pela Albiceleste, embora fosse convocado a diversos torneios - em especial, à campanha vice-campeã da Copa do Mundo FIFA de 1990, como reserva imediato de Sergio Goycochea.

## Carreira
Nascido sob ancestralidade croata no interior da província argentina de Santa Fe, seu primeiro clube foi o Belgrano da cidade de Arequito, também do interior santafesino. Dali, rumou aos juvenis do Ferro Carril Oeste, com o qual venceu o torneio argentino sub-20 de 1983. Seu sobrenome era carinhosamente abreviado para Cancela. Ainda nas categorias de base do Ferro, por assemelhar-se a uma funcionária do clube chamada Teresa, acabou apelidado também com o nome dela.
Neste clube, chegou à equipe principal em 1984, inicialmente como terceiro goleiro do elenco campeão do Torneio Nacional, onde o titular Eduardo Basigalup jogou todos os minutos e José Tursi era o goleiro reserva relacionado ao banco. Cancelarich foi relacionado pela primeira vez ao banco já em 18 de agosto de 1984, pela 22ª rodada do Torneio Metropolitano, meses após o título do Nacional. Também figurou no banco ao longo do ano de 1985 e do primeiro semestre de 1986, tardando até 26 de outubro de 1986 para ser utilizado pela primeira vez no campeonato argentino. Apesar da demora para estrear, logo obteve a titularidade.
O clube verdolaga vivia então seu auge institucional, chegando a ser premiado pela Unesco em 1988. Na metade final da década de 1980, a equipe de futebol do Ferro notabilizava-se pela forte defesa, dentre as melhores do campeonato argentino (sendo a líder nesse quesito precisamente na temporada 1989-90), não logrando melhores colocações em função do nível baixo do setor ofensivo. Cancelarich disputaria ao todo nove temporadas em diferentes ciclos pelo FCO e em apenas duas delas teve média de gols sofridos superior a um por partida. Com isso, ao longo de cinco anos e meio o goleiro foi seguidamente chamado pela seleção argentina principal, entre 1987 e 1992. Na temporada que antecedeu a Copa de 1990, seu time também havia sido o único com retrospecto invicto como mandante.
Ele deixou o Ferro pela primeira vez em 1992, ao reforçar o Belgrano de Córdoba. Foi apenas após a saída de Cancelarich que o jovem Germán Burgos, que estreara pelo Ferro ainda em 1989, conseguiria se efetivar como goleiro titular na equipe principal. No Belgrano, Cancela inicialmente seguiu chamado à seleção, coordenando uma das melhores defesas do Clausura 1993; terminou em 1994 cedido ao Newell's Old Boys para suprir o desfalque de Norberto Scoponi, frequentemente ocupado com a seleção como terceiro goleiro (exatamente o antigo posto habitual de Cancelarich). Com o retorno de Scoponi, Teresa foi devolvido ao Belgrano, mas já sem retomar a titularidade de outrora.
Na sequência da carreira, ele destacou-se com o Millonarios na fase de grupos da Copa Libertadores da América de 1995: o time de Bogotá liderou a chave à frente do vizinho Atlético Nacional, embora acabasse eliminado por ele nas quartas-de-final. Dali, Cancelarich regressou à Argentina para defender o Huracán, mas o goleiro huracanense titular foi Marcos Gutiérrez. Com o passe livre, chegou a voltar a Córdoba para defender o Talleres, mas só realizou duas partidas; embora possuísse boa relação com o treinador Ricardo Gareca, não estava páreo à ascensão de Mario Cuenca, considerado o maior goleiro que esse clube já teve. Veio a reforçar nas temporadas seguintes o Platense, mas sem evitar o rebaixamento ao fim da de 1998-99; acabou recordado ali por sofrer um inusitado gol de pênalti de Martín Palermo, no qual o atacante do Boca Juniors pôde converter mesmo utilizando involuntariamente os dois pés ao chutar.
Ele ainda defendeu novamente o Ferro, em breve retorno no Apertura 1999. Nela, chegou a sofrer três gols de outro goleiro, José Luis Chilavert, em pleno clássico com o Vélez Sarsfield, mas reagia com humor: "não tive raiva de Chilavert porque ele vinha chutando pênaltis desde muito tempo atrás. São coisas do futebol. Dois pênaltis foram meio duvidosos, mas tudo bem. Chilavert chutou os três, os converteu e é um recorde mundial. Sou o goleiro dos Recordes Guinness. Creio que não apareço no livro, mas deveria estar em vários capítulos", uma referência também à sua curiosa listagem ampla de jogos sem atuar pela seleção. Chilavert, por sua vez, manifestaria publicamente pesar diante da notícia do falecimento de Cancelarich, em 2024: "que Deus te tenha a seu lado, querido colega".
Em janeiro de 2000, Cancelarich foi jogar no Central Córdoba de Rosario, da segunda divisão. Neste clube, parou em 2004, na terceira.

## Seleção argentina

### Juvenis
Cancelarich defendeu a Argentina inicialmente na seleção sub-20, sendo titular na edição de 1985 do Sul-Americano da categoria. Chegou a defender pênalti contra o Brasil, mas não pôde impedir derrota de virada que acarretou na precoce eliminação argentina na fase inicial, em clássico disputado em 20 de janeiro no estádio Defensores del Chaco.
Em agosto de 1987, integrou a equipe olímpica que disputou o Pan-Americanos de Indianápolis. Embora fosse reserva de Jorge Bartero, dois meses depois recebeu uma primeira convocação à seleção principal.

### Adulta
O goleiro foi chamado ao longo dos cinco anos e meio pela seleção principal da Argentina, embora jamais viesse a ser utilizado; a primeira convocação, em outubro de 1987, foi em chamada que incluiu mais de 40 jogadores. No período, Cancelarich integrou as convocações às Olimpíadas de 1988, à Copa do Mundo FIFA de 1990, à Copa América de 1991 à Copa das Confederações de 1992 e à Copa Artemio Franchi de 1993.
No torneio olímpico de Seul, foi reserva de Luis Islas, ambos beneficiados pelo regulamento de então só permitir profissionais que não houvessem jogado a Copa do Mundo FIFA, o que afastava-lhes da concorrência de Nery Pumpido - embora o próprio Islas houvesse ido à Mundial de 1986, não jogara nenhum minuto daquela Copa. Para a Copa América de 1989, o treinador Carlos Bilardo preferiu Julio César Falcioni para ser reserva do titular Pumpido e do suplente imediato Islas.
Para o Mundial de 1990, esperava-se que a hierarquia de goleiros ficasse em Pumpido, Islas e Sergio Goycochea. Descontente com a reserva, Islas comunicou de antemão sua desistência do Mundial, abrindo vaga em potencial disputada por Falcioni e Cancelarich para ser o terceiro goleiro enquanto Goycochea tornava-se o reserva imediato. Embora Falcioni houvesse jogado pela seleção e Cancela, nunca, Bilardo preferiu este. Ao longo da Copa, Pumpido fraturou-se na segunda rodada e Goycochea tornou-se o novo titular, com Cancelarich promovido a suplente imediato, deixando o posto de terceiro goleiro à convocação emergencial de Ángel Comizzo, permitida pela FIFA mesmo com torneio já em andamento.
Cancelarich foi um dos pouquíssimos jogadores do ciclo de 1987-1990 a inicialmente remanescerem para a etapa pós-Copa: o novo treinador, Alfio Basile, chamou à Copa América de 1991 somente quatro atletas que haviam ido ao Mundial. Contudo, um destes também foi Goycochea, ausente em apenas um jogo na campanha campeã, para o qual Basile preferiu dar oportunidades a Alejandro Lanari ao invés de Cancelarich.
Por fim, na ocasião da Copa das Confederações de 1992 (ocorrida em outubro), Islas já havia voltado a ser chamado, embora a titularidade seguisse com Goycochea. Cancelarich, já jogador do Belgrano, integrou nova campanha campeã, assim como na Copa Artemio Franchi de 1993, realizada em fevereiro daquele ano. Até 2018, quando Guido Herrera, então no Talleres, foi convocado diante de lesão de Franco Armani, Cancela foi o último que a seleção chamara de alguma equipe cordobesa. A convocação à Artemio Franchi também abrangeu uma chamada a amistoso contra o Brasil, partida que festejou o centenário oficial da Associação do Futebol Argentino. Já a Artemio Franchi, precursora da atual Finalíssima CONMEBOL-UEFA, ficou marcada por ser o último troféu vencido por Diego Maradona.
Contudo, ao longo do primeiro semestre de 1993 ele gradualmente perdeu o posto de terceiro goleiro para Norberto Scoponi, reconhecido pela grande fase atravessada com o Newell's Old Boys. Scoponi acompanharia Goycochea e Islas na Copa América de 1993 e na Copa do Mundo FIFA de 1994.
Cancelarich era bem-humorado sobre a curiosa trajetória de nunca ter jogado pela Argentina apesar dos anos de convocações, que ultrapassaram trinta partidas; dizia-se "grato" por conviver com diversos membros vencedores da Copa do Mundo FIFA de 1986.

## Após parar de jogar
Cancelarich tornou-se treinador de goleiros, inicialmente em comissões técnicas de Gabriel Perrone, com quem trabalhou por Emelec, Rangers de Talca e San Martín de San Juan antes de voltar em 2014 ao Ferro Carril Oeste. Seguia trabalhando no Ferro quando faleceu dez anos depois, vitimado por um infarto sofrido em um treinamento do clube. Afirmava que seu sonho pendente no futebol era rever a equipe na primeira divisão, da qual vinha se ausentando desde 2000.
A comoção do falecimento de Cancelarich gerou, além de minuto de silêncio em todas as partidas do futebol argentino do fim de semana seguinte, também o adiamento de duelo que o Ferro travaria contra o Nueva Chicago. Sob concordância do próprio adversário, a partida foi reagendada de domingo para terça-feira. Após jogar como visitante contra o Chicago, o Ferro realizou diante do San Miguel uma primeira partida em casa após despedir-se de Cancela. Assim, o ex-goleiro voltou a ser homenageado em especial, com os jogadores verdolagas entrando em campo com camiseta especial de referências a ele, antes de triunfo por 1-0 válido pela Primera B Nacional.

## Títulos
Ferro Carril Oeste
- Campeonato Argentino Sub-20: 1983
- Campeonato Argentino: Nacional 1984

Seleção argentina
- Copa América: 1991
- Copa das Confederações: 1992
- Finalíssima CONMEBOL–UEFA: 1993